# José López de Toro
José López del Toro (Santa Fe, Granada, 1898 – Madrid, 12 de agosto de 1972) fue un sacerdote e historiador español.

## Biografía
Estudió con los padres Paúles de Teruel y en el Seminario Pontificio de Granada. Se ordenó en 1923 y  se doctoró en filosofía escolástica (1924) y en teología (1927) en la Universidad de Granada. En 1936 se licenció en filosofía y letras por la Universidad de Madrid.
Desde 1935 fue bibliotecario del Museo Arqueológico de Tarragona y después de la Biblioteca Universitaria de Granada, de la que llegaría a ser director. Tradujo del latín al castellano el Epistolario de Pedro Mártir de Inglaria .
En 1958 ingresó en la Real Academia de la Historia  y se encargó del Inventario General de Manuscritos de la Biblioteca Nacional de España. En 1969, cuando se encontraba en Inglaterra dando una conferencia estalló el escándalo de los manuscritos de Leonardo da Vinci y fue alejado de la Biblioteca Nacional de España.  Murió en diciembre de 1972, poco después de ser propuesto para un cargo en la Fundación Juan March .

## Traducciones
- Encomio de don Fernando Alvarez de Toledo, duque de Alba (Madrid: Blass, 1945)
- Elogio de Vaca de Castro (Madrid: CSIC, 1947),
- De Rebus Indicios (Madrid: CSlC, 1943)
- Libra de oro de Fray Luis de León (Zaragoza: Ebro, 1942)
- Las Bibliotecas en la antigüedad de Justo Lipsio (Valencia: Castalia, 1948);
- Historia de la Guerra de Navarra de Antonio de Nebrija (Madrid: Escelicer, 1953);
- Vida de don Juan de Austria de Antonio Ossorio (Madrid: Blass, 1945);
- Tratados internacionales de las Reyes Católicos (Madrid: Imprenta Gongora, 1952);
- Epistolas de Juan de Verzosa (Madrid: CSIC, 1 CJ45)